# Бьелич, Виктор
Ви́ктор Бье́лич Рокаталья́тта (исп. Víctor Bielich Rocatagliatta; 7 августа 1916, Лима — 13 марта 1940, участок Панамериканского шоссе Лима—Чинча-Альта) — перуанский футболист, нападающий. Победитель чемпионата Южной Америки 1939 года. Погиб в возрасте 23 лет в автомобильной аварии.

## Биография
Виктор Бьелич Рокатальятта (материнскую фамилию в некоторых источниках сокращают до «Рока») родился в семье выходцев из Италии в столице Перу. С ранних лет он увлекался футболом, но родители хотели, чтобы их дети получили хорошее образование, и не поощряли увлечение Виктора спортом. В детском возрасте он выступал за команды «Пилото Олимпико», «Хувентуд Перу» и «Альянса Флораль». Даже после поступления в Салезианский колледж Виктор откликался на любые предложения друзей сыграть в футбол.
В 1936 году Бьелич, наконец, попал в расположение одного из ведущих клубов страны — «Университарио», в центре нападения которого блистал Лоло Фернандес, но Бьелич играл на правом фланге и благодаря этому сумел пробиться в атакующую линию «кремовых». Однако официально дебютировать за Университарио он смог лишь в 1937 году, поскольку из-за участия сборной в Олимпийских играх в 1936 году первенство страны было отменено. В 1938 году Бьелич перешёл в «Депортиво Мунисипаль» — молодую команду, основанную лишь в 1935 году. Он продолжил играть на правом краю атаки «Муни», но несколько ближе к центру. Его партнёрами по линии были Леопольдо Киньонес (с которым он образовывал «правое крыло» атаки), Оскар Эспинар, Луис «Каричо» Гусман и Педро Маган. Эта команда провела мощный сезон и впервые в своей истории стала чемпионом Перу, а через год финишировала на третьем месте. Из-за своего невысокого роста Бьелич получил прозвище Pichín, то есть «Коротышка».
В 1938 году Виктор Бьелич дебютировал в сборной Перу на первых Боливарианских играх в Боготе. Сборная Перу выиграла все четыре матча и стала победителем турнира. Бьелич впервые сыграл за «инков» 11 августа, но на Боливарианских играх всё ещё не считался игроком основы. В первой же игре «Коротышка» забил два гола в ворота сборной Эквадора, которую перуанцы разгромили со счётом 9:1. В матче против Венесуэлы 17 августа (2:1) Бьелич также отметился забитым голом.
Через год на домашнем первенстве Южной Америки Бьелич не сыграл только в первом матче против Эквадора (5:2). В трёх следующих матчах — против Чили (3:1), Парагвая (3:0) и Уругвая (2:1) — он выходил в стартовом составе, а в последней игре забил второй мяч своей команды, ставший в итоге победным и принесший титул чемпионов континента. Всего за сборную Перу Виктор Бьелич сыграл пять матчей, в которых забил четыре гола.
Виктор Бьелич погиб 13 марта 1940 года в автомобильной катастрофе, возвращаясь по Панамериканскому шоссе из города Чинча-Альта в Лиму. Его автомобиль врезался в грузовик. Вместе с Бьеличем погибли ещё два футболиста — Альфонсо Парро и Хесус Монтеро. У Виктора осталась жена Бланка Артеага, которая за 13 дней до трагедии родила своему мужу первенца.

## Достижения
- Чемпион Перу: 1938
- Победитель Боливарианских игр: 1938
- Чемпион Южной Америки: 1939